# Ekavština

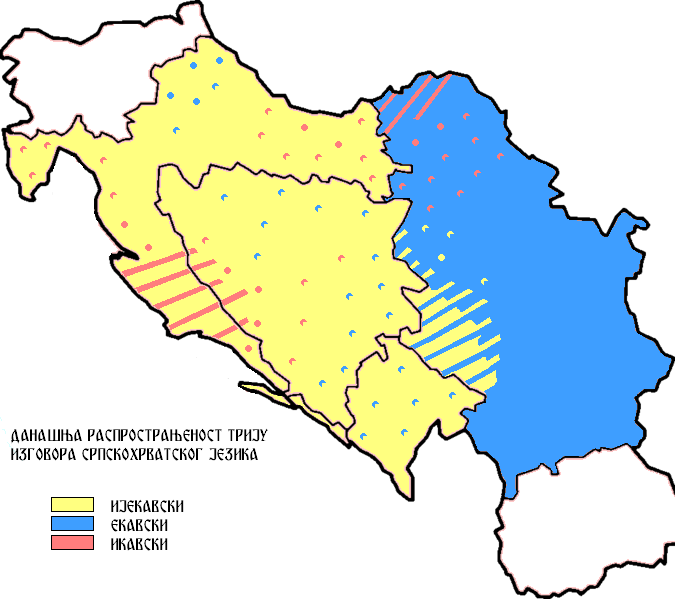
Současné rozšíření tří výslovností písmene jat v srbochorvatštině:
Jekavština
Ekavština
Ikavština

Ekavština (v srbštině ekavica, екавица) је dominující podoba srbského jazyka (přesněji štokavského nářečí). Kromě ní existuje i jekavština a ikavština. Spisovnou tvorbu srbštiny pak tvoří kromě ekavštiny také jekavština, která je podstatnou formou zápisu jazyka v chorvatštině; ikavština za spisovnou formu považována není. Ekavská podoba srbštiny se postupem času uplatnila jako dominantní forma srbského jazyka, neboť je používána v téměř celém Srbsku, a to i přesto, že norma, kterou vypracoval Vuk Karadžić v první polovině 19. století, stavěla spíše na jekavici.
Ekavštinou se mluví v oblasti Vojvodiny, téměř celém Srbsku, s výjimkou oblasti jižního a středního Sandžaku, v některých částech Chorvatska (severní Slavonie, východní Istrie) a v srbsky mluvících komunitách v Maďarsku a Rumunsku. Během 90. let 20. století existovala v republice Srbské snaha zavést ekavštinu do oficiální sféry jako symbol sjednocení této jednotky se Srbskem, avšak protože takto téměř nikdo nemluvil, bylo od záměru upuštěno.
Ekavština má mnohá nářečí (tzv. govorů); ty se ale odlišují spíše než reflexem jatu (který se v nich mění velmi málo) užíváním přízvuků. Každopádně jejich společným znakem je záměna hlásky jat za písmeno e (tj. výslovnost působí mírně tvrdším dojmem), podobně jako je tomu například i ve slovinštině, či makedonštině. Jekavská slova svijet, vijeće, cijeli tak budou mít v ekavštině tvar svet, veće, celi.